# Central Michigan University
La Central Michigan University è un'università statunitense pubblica con sede a Mount Pleasant, nello Stato del Michigan.

## Storia
L'università fu fondata nel 1892 ed è uno dei maggiori istituti del Michigan, possiede otto divisioni accademiche e grazie ad una recente restaurazione può utilizzare la Charles V. Park Library, una delle più grandi biblioteche americane.

## Sport
I Chippewas, che fanno parte della NCAA Division I, sono affiliati alla Mid-American Conference. La pallacanestro, il wrestling e il football americano sono gli sport principali, le partite interne vengono giocate al Kelly/Shorts Stadium e indoor alla McGuirk Arena.

### Pallacanestro
Central Michigan conta cinque apparizioni nella post-season, l'ultima è datata 2003, dove venne eliminata al secondo turno da Duke.